# 张从恩
张从恩（898年—966年），并州太原县（今山西省太原市）人，中国五代十国将领。李存信（原姓张）的儿子。
晉出帝石重贵的張皇后是张从恩哥哥张从训的女儿，一作张从恩的女儿。张从恩以外戚擢为右金吾卫将军。不久，转任北京副留守。历任澶州防御使、枢密副使、宣徽南院使、行营兵马都监、权西京留守。后汉时，拜右卫上将军。后周时，转任左金吾卫上将军，加检校太师，封褒国公。宋朝建立，改封许国公。以疾免官。乾德四年（966年），张从恩去世。

## 延伸阅读
[在维基数据编辑]
 《宋史/卷254》，出自脱脱《宋史》